# Atomosia mucida
Atomosia mucida là một loài ruồi trong họ Asilidae. Atomosia mucida được Osten-Sacken miêu tả năm 1887. Loài này phân bố ở vùng Tân Bắc giới.